# Time (tidskrift)
Time (egentligen Time Magazine) är en amerikansk tidskrift som ges ut en gång i veckan. Tidskriften grundades 1923 av Henry R. Luce och Briton Hadden. Idag ägs den av Time Warner. Den anses vara ett av de viktigaste nyhetsmagasinen, tillsammans med Newsweek. Tidningen hade tidigare en konservativ vinkling, vilket i dag inte märks i lika stor utsträckning som tidigare. Upplagan är på cirka 5,3 miljoner exemplar, varav 4,1 miljoner exemplar säljs i USA och 1,2 miljoner exemplar i form av internationella upplagor, som har funnits sedan 1997.
Time utnämner varje år Person of the year sedan 1927. Sedan 1999 listar tidskriften även det gångna årets 100 mest inflytelserika personer i den årliga listan Time 100.

### Fotnoter
1. ↑  Christian Möller (6 december 2017). ”Time utser Metoo till årets person” (på svenska). Göteborgsposten. http://www.gp.se/nyheter/v%C3%A4rlden/time-utser-metoo-till-%C3%A5rets-person-1.4899158. Läst 31 juli 2018.